# HMS Falmouth (1959)
Pour les autres navires du même nom, voir HMS Falmouth.
HMS Falmouth ou HMS Falmouth F113 est une frégate anti-sous-marine de classe Rothesay lancée en 1959. 
Construite pour la Royal Navy à la fin des années 1950, elle a pris part à la troisième Guerre de la morue en 1976, écrasant la canonnière islandaise Týr. Les deux navires ont subi des dommages importants.
Elle est utilisée comme navire d'entraînement à Harwich entre 1984 et 1988, année où elle est vendue pour la démolition.

## Description
Le Falmouth déplaçait 2 150 LT en charge normale et 2 560 LT en pleine charge. Le navire avait une longueur totale de 1 120 m (370 pieds), un maître-bau de 12 m et un tirant d'eau de 5 m en pleine charge. Il était propulsé par une paire de turbines à vapeur à engrenages électriques, chacun entraînant un arbre, qui développait un total de 22 000 kw (30 000 cv) et donnait une vitesse maximale de 54 km/h. La vapeur pour les turbines était fournie par une paire de chaudières Babcock & Wilcox. 
Le  Falmouth  avait un rayon d'action de 8 300 km à 12 nœuds.
L'effectif du navire était de 200 hommes d'équipage et 35 officiers.
Le navire était armé d'une paire de canons de 4,5 pouces (114 mm) Mk 6 sur tourelle en proue. Son armement secondaire consistait en une batterie de canons anti-aériens « STAAG » à deux canons  Bofors de 40 mm à l'arrière. 
Le Falmouth possédait deux batteries à triple canon pour le mortier anti-sous-marin Limbo. Le navire transportait huit tubes lance-torpilles fixes et deux montures rotatives à deux tubes pour   torpilles britanniques de 21 pouces.
Les navires de la classe « Rothesay » étaient équipés d'un  sonar de  type 170 pour les mortiers Limbo ainsi que d'un sonar polyvalent de type 174. Ils étaient munis d'un radar Type 293Q avec indication de cible et d'un radar de recherche de couverture (radar Type 277Q).

## Construction et carrière
Le Falmouth a été mis en chantier le 23 novembre 1957 par Swan Hunter & Wigham Richardson. Il a été lancé le 15 décembre 1959 et a mis en service le 25 juillet 1961.
En août 1961, le Falmouth rejoint le 20e escadron de frégates basé au Port de Londonderry, en Irlande du Nord.
Le 5 décembre de la même année, le Falmouth entre en collision avec le pétrolier ravitailleur RFA Tideflow à Lyme Bay, il est gravement endommagé,.
À partir de décembre 1963, Falmouth a été le leader du 30e escadron de frégates.
La 30e flottille, avec le « Falmouth », a fait partie de la Flotte de l'Extrême-Orient de septembre 1964 à décembre 1964, et à nouveau de juin à décembre 1965.
D'août 1968 au 6 janvier 1971, le « Falmouth » a été réaménagé au Portsmouth Dockyard, étant équipé d'un hangar et d'un poste de pilotage pour permettre l'exploitation d'un seul hélicoptère Westland Wasp, tandis qu'un lanceur Seacat a été installé au-dessus du hangar. L'un des mortiers Limbo et les canons Bofors ont été retirés en compensation,,.
Le soir du 6 mai 1976, après que la troisième guerre de la morue ait déjà été décidée, la canonnière islandaise V s «Týr» tentait de couper les filets du chalutier « Carlisle», quand le capitaine Gerald Plumer du « Falmouth » a ordonné qu'il soit percuté à la vitesse de plus de 22 nœuds (plus de 41 km/h), le faisant presque chavirer. Le « Týr » n'a pas coulé et a réussi à couper les filets du « Carlisle », après quoi le « Falmouth » l'a percuté à nouveau. Le « Týr » fut lourdement endommagé et se retrouva propulsé par une seule hélice, poursuivi par le remorqueur « Statesman ». En guise de réponse, le capitaine Guðmundur Kjærnested du « Týr » a ordonné  la préparation au canonnage pour dissuader de tout autre éperonnage. Le « Falmouth » a subi de graves dommages structurels lors de l'incident et a dû rentrer en cale sèche à Portsmouth pour des réparations.
En janvier 1977, lorsque le Royaume-Uni a élargi sa Zone économique exclusive à 200 milles marins (370,4 km), le « Falmouth » a été déployé en mer du Nord, protégeant les stocks de pêche et les champs pétrolifères.
Le « Falmouth » a quitté le service actif en 1980, lorsqu'il a été transféré à l'escadron en attente à Chatham. Au début de 1982, sa destruction est envisagée à la suite du Livre blanc sur la défense de 1981 qui proposait de réduire la flotte de surface de la Royal Navy,. L'invasion des îles Falkland par l'Argentine en avril 1982 a changé ces plans : le « Falmouth » a été réaménagé et a repris le service actif, bien qu'il n'ait pas pris part à la Guerre des Malouines.
Le Falmouth a effectué une patrouille dans l'Atlantique Sud à partir de mai 1983, retournant en Grande-Bretagne en septembre de cette année. En mars 1984, il a été déployé au Moyen-Orient et en Extrême-Orient puis est rentré au Royaume-Uni en août.
Le « Falmouth » a été désarmé en tant que navire-école stationnaire du HMS Sultan en décembre de la même année. 
Il a été démoli en Espagne à partir du 4 mai 1989,.